# 필로
필로(그리스어: φύλλο)는 페이스트리를 만드는 얇은 반대기이다. 스파나코피타나 바클라바 등의 페이스트리 과자를 만들 때 쓴다.

## 이름
필로는 잎을 의미하는 그리스어 이름에서 비롯된 것이다. 튀르키예에서는 유프카(튀르키예어: yufka)로 불린다.

## 사진 갤러리

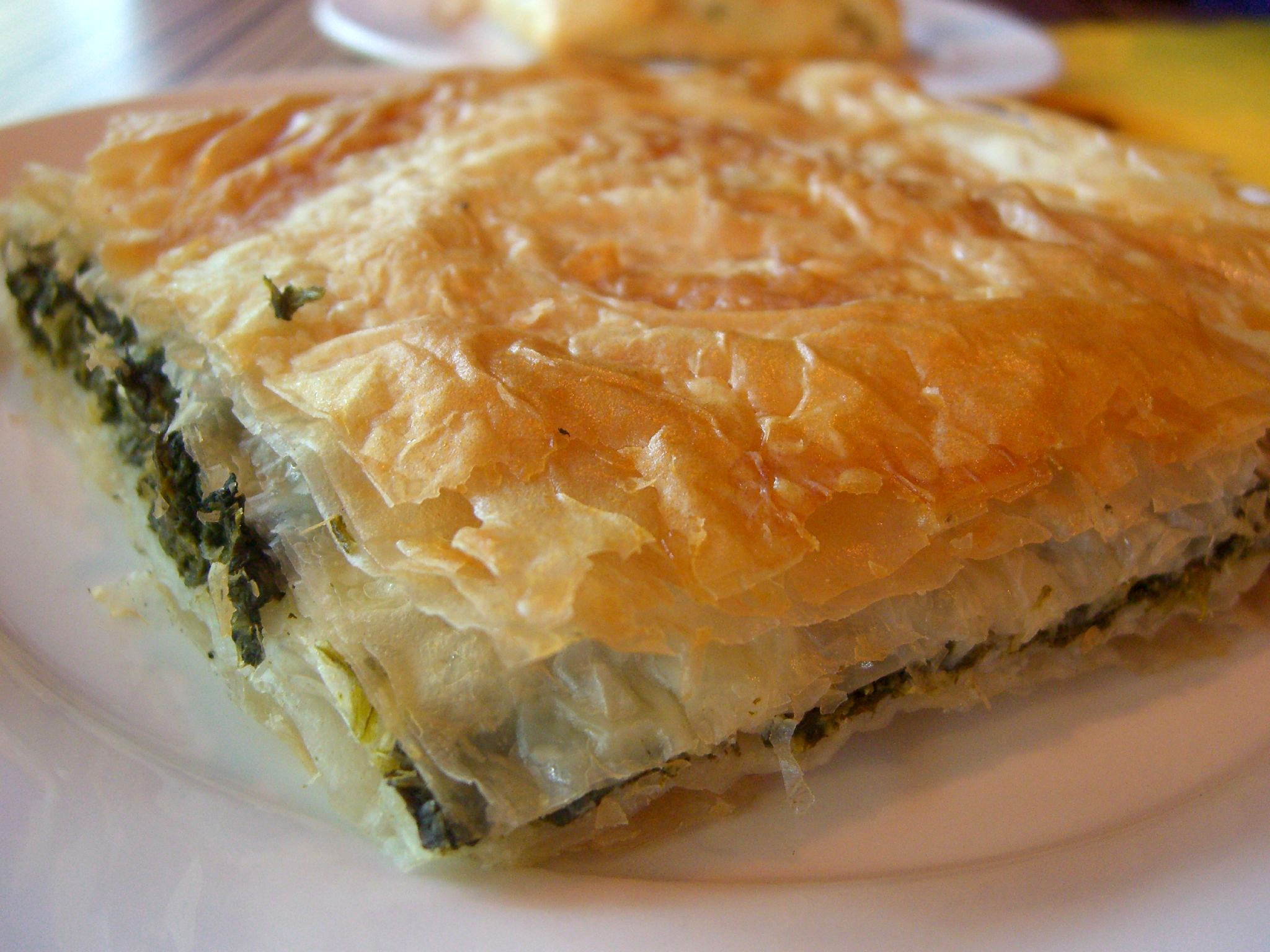
스파나코피타
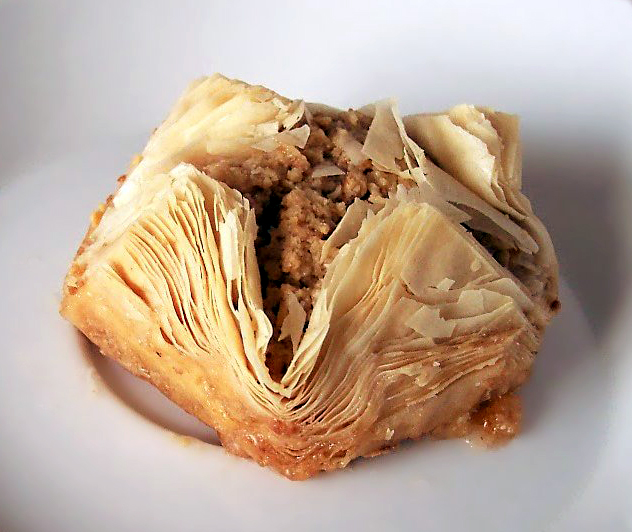
바클라바

## 같이 보기
- 말수까
- 스폴리아